# Гней Корнелий Лентул Гетулик (консул-суффект)
Гней Корнелий Лентул Гетулик (лат. Gnaeus Cornelius Lentulus Gaetulicus) (около 22 — после 55 года) — римский военный и политический деятель.
Гней Корнелий Лентул Гетулик — сын Гнея Корнелия Лентула Гетулика (консула в 26 году) и Апронии (дочери Л. Апрония, консула-суффекта в 8 году).
Упоминается, что в декабре 55 года был в должности консула-суффекта.
Возможно, у Гнея Корнелия Лентула Гетулика была дочь Корнелия Гетулика.